# Двоюродная бабушка (опера)
Двоюродная бабушка (фр. La grand'tante) – одноактная комическая опера французского композитора Жюля Массне. Французское либретто Жюля Адениса и Шарля Гранвалле. Премьера состоялась 3 апреля 1867 года в Париже в Опера-Комик. Это первая исполненная опера Жюля Массне. Современные записи этой оперы отсутствуют.

## Действующие лица
| Граф Ги де Кертель | тенор   |
| Алиса де Кертель   | сопрано |
| Шеврета, горничная | сопрано |

## Либретто

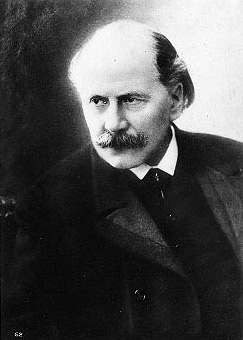
Жюль Массне

Молодой граф Ги де Кертель прибыл из Африки, чтобы получить наследство своего старого двоюродного деда. Неожиданно от Шевреты он узнает, что незадолго до смерти старик женился, и теперь все состояние унаследует его жена – двоюродная бабушка Ги. Ги решает познакомиться со своей новой родственницей. Оказывается, что «бабушка» Алиса младше самого Ги. Граф начинает ухаживать за своей молодой бабушкой, преследуя цель жениться на ней и завладеть состоянием. Алисе тоже понравился молодой родственник. Свадьбу решено не откладывать. Тут прибегает Шеврета. Она нашла завещание старика – несмотря на его женитьбу, большую часть состояния старый граф завещал своему внучатому племяннику Ги. Необходимость в женитьбе на бабушке отпала. Но молодые люди действительно полюбили друг друга, и свадьба все-таки состоится.